# Eliminatórias da Copa do Mundo FIFA de 1990 - América do Sul
Listados abaixo estão as datas e jogos das fases eliminatórias da Zona Sul-Americana (CONMEBOL) da Copa do Mundo FIFA de 1990. Para mais detalhe das eliminatórias, veja o artigo Eliminatórias da Copa do Mundo FIFA de 1990.
Um total de 9 times da CONMEBOL entraram na competição (A Argentina, como campeã da edição anterior, já estava classificada automaticamente). Foram designadas 2 vagas diretas e 1 para os Play-offs.
Os 9 times foram divididos em 3 grupos. Os times jogaram entre si em jogos de turno e returno. Os dois melhores primeiros colocados de cada grupo se classificaram direto. O terceiro melhor primeiro colocado, disputou a repescagem.
No total quatro seleções da região se classificaram: Argentina (automaticamente classificada), Brasil e Uruguai (classificados diretamente) e Colômbia (classificada após vencer Israel (OFC) na repescagem).
|  | Classificado para a Copa do Mundo de 1990 |
|  | Disputou Repescagem                       |
|  | Eliminados                                |

## Grupo 1
| Pos | Equipe  | Pts | J | V | E | D | GP | GC | SG | Classificado          |  | URU | BOL | PER |
| --- | ------- | --- | - | - | - | - | -- | -- | -- | --------------------- |  | --- | --- | --- |
| 1   | Uruguai | 6   | 4 | 3 | 0 | 1 | 7  | 2  | +5 | Copa do Mundo de 1990 |  | —   | 2–0 | 2–0 |
| 2   | Bolívia | 6   | 4 | 3 | 0 | 1 | 6  | 5  | +1 | Eliminados            |  | 2–1 | —   | 2–1 |
| 3   | Peru    | 0   | 4 | 0 | 0 | 4 | 2  | 8  | −6 | Eliminados            |  | 0–2 | 1–2 | —   |

| 20 de agosto de 1989 | Bolívia                         | 2 – 1 | Peru          | Estádio Hernando Siles       |
|                      | Melgar 45' (pen.) · Ramallo 53' |       | del Solar 43' | Árbitro: Armando Pérez Hoyos |

| 27 de agosto de 1989 | Peru | 0 – 2 | Uruguai                  | Estádio Nacional         |
|                      |      |       | Sosa 46' · Alzamendi 69' | Árbitro: Carlos Esposito |

| 3 de setembro de 1989 | Bolívia                         | 2 – 1 | Uruguai  | Hernando Siles                 |
|                       | Domínguez 38' (o.g.) · Peña 47' |       | Sosa 49' | Árbitro: José Vergara Guerrero |

| 10 de setembro de 1989 | Peru         | 1 – 2 | Bolívia                   | Estádio Nacional       |
|                        | González 53' |       | Montaño 45' · Sánchez 77' | Árbitro: Carlos Maciel |

| 17 de setembro de 1989 | Uruguai                    | 2 – 0 | Bolívia | Estádio Centenario     |
|                        | Sosa 31' · Francescoli 39' |       |         | Árbitro: Gastón Castro |

| 24 de setembro de 1989 | Uruguai       | 2 – 0 | Peru | Estádio Centenario           |
|                        | Sosa 45', 58' |       |      | Árbitro: José Roberto Wright |

 Uruguai classificado para a Copa do Mundo de 1990

## Grupo 2
| Pos | Equipe   | Pts | J | V | E | D | GP | GC | SG | Classificado |  | COL | PAR | EQU |
| --- | -------- | --- | - | - | - | - | -- | -- | -- | ------------ |  | --- | --- | --- |
| 1   | Colômbia | 5   | 4 | 2 | 1 | 1 | 5  | 3  | +2 | Repescagem   |  | —   | 2–1 | 2–0 |
| 2   | Paraguai | 4   | 4 | 2 | 0 | 2 | 6  | 7  | −1 | Eliminados   |  | 2–1 | —   | 2–1 |
| 3   | Equador  | 3   | 4 | 1 | 1 | 2 | 4  | 5  | −1 | Eliminados   |  | 0–0 | 3–1 | —   |

| 20 de agosto de 1989 | Colômbia         | 2 – 0 | Equador | Metropolitano Roberto Meléndez |
|                      | Iguarán 32', 72' |       |         | Árbitro: Romualdo Arppi Filho  |

| 27 de agosto de 1989 | Paraguai                            | 2 – 1 | Colômbia    | Defensores del Chaco  |
|                      | Ferreira 48' · Chilavert 90' (pen.) |       | Iguarán 87' | Árbitro: Hernán Silva |

| 3 de setembro de 1989 | Equador | 0 – 0 | Colômbia | Monumental Isidro Romero Carbo |
|                       |         |       |          | Árbitro: Ricardo Calabria      |

| 10 de setembro de 1989 | Paraguai                   | 2 – 1 | Equador    | Defensores del Chaco        |
|                        | Cabañas 36' · Ferreira 67' |       | Avilés 84' | Árbitro: José Ramírez Calle |

| 17 de setembro de 1989 | Colômbia                            | 2 – 1 | Paraguai    | Metropolitano Roberto Meléndez |
|                        | Ferreira 48' · Chilavert 90' (pen.) |       | Iguarán 87' | Árbitro: Juan Cardellino       |

| 24 de setembro de 1989 | Equador                                  | 3 – 1 | Paraguai  | Monumental Isidro Romero Carbo |
|                        | Aguinaga 26' · Marsetti 72' · Avilés 82' |       | Neffa 18' | Árbitro: Arnaldo Cézar Coelho  |

 Colômbia Vai Disputar Repescagem

## Grupo 3
| Pos | Equipe    | Pts | J | V | E | D | GP | GC | SG  | Classificado          |  | BRA | CHI | VEN |
| --- | --------- | --- | - | - | - | - | -- | -- | --- | --------------------- |  | --- | --- | --- |
| 1   | Brasil    | 7   | 4 | 3 | 1 | 0 | 13 | 1  | +12 | Copa do Mundo de 1990 |  | —   | 2–0 | 6–0 |
| 2   | Chile     | 5   | 4 | 2 | 1 | 1 | 9  | 4  | +5  | Eliminados            |  | 1–1 | —   | 5–0 |
| 3   | Venezuela | 0   | 4 | 0 | 0 | 4 | 1  | 18 | −17 | Eliminados            |  | 0–4 | 1–3 | —   |

| 30 de julho de 1989 | Venezuela | 0 – 4 | Brasil                                    | Estadio Brígido Iriarte |
|                     |           |       | Branco 5' · Romário 65' · Bebeto 79', 81' | Árbitro: René Ortubé    |

| 6 de agosto de 1989 | Venezuela     | 1 – 3 | Chile                          | Estadio Brígido Iriarte            |
|                     | Fernández 65' |       | Aravena 5', 33' · Zamorano 71' | Árbitro: Antenor Montalván Miranda |

| 13 de agosto de 1989 | Chile     | 1 – 1 | Brasil     | Estádio Nacional             |
|                      | Basay 81' |       | 56' (G.C.) | Árbitro: Jesús Díaz Palacios |

| 20 de agosto de 1989 | Brasil                                                    | 6 – 0 | Venezuela | Morumbi                  |
|                      | Careca 10', 17', 80', 86' · Silas 37' · Acosta 39' (G.C.) |       |           | Árbitro: Ernesto Filippi |

| 27 de agosto de 1989 | Chile                                          | 5 – 0 | Venezuela | Malvinas Argentinas            |
|                      | Letellier 14', 34', 69' · Yáñez 44' · Vera 84' |       |           | Árbitro: Elías Jácome Guerrero |

A partida foi disputada em campo neutro (Argentina), porque o Chile foi penalizado por tumultos no jogo contra o Brasil em Santiago.
| 3 de setembro de 1989 | Brasil     | 2 – 0 | Chile | Maracanã                     |
|                       | Careca 49' |       |       | Árbitro: Juan Carlos Loustau |

Em decorrência do goleiro Roberto Rojas ter forjado uma contusão e, consequente saída do jogo, em virtude de um sinalizador arremessado no Maracanã, o Chile, após investigação, foi excluído da Copa de 1990 e o Brasil, que antes da interrupção do jogo vencia por 1 a 0, foi declarado vencedor pela FIFA por 2 a 0 pelo abandono de campo da Seleção Chilena no Maracanã.
 Brasil classificado para a Copa do Mundo de 1990

## RepescagemCONMEBOL/OFC
| 15 de outubro de 1989 | Colômbia     | 1 – 0 | Israel | Metropolitano Roberto Meléndez |
|                       | Usuriaga 73' |       |        | Árbitro: Michel Vautrot        |

| 30 de outubro de 1989 | Israel | 0 – 0 | Colômbia | Estádio Ramat Gan        |
|                       |        |       |          | Árbitro: Edgardo Codesal |

- No placar agregado de 1-0, a Colômbia se classificou para a Copa do Mundo de 1990.